# Primární evropské právo
Primární evropské právo tvoří zřizovací mezinárodní smlouvy a akty je revidující včetně protokolů a prohlášení. Tyto smlouvy uzavřeny mezi členskými státy a byly ratifikovány podle vnitrostátních pravidel. Primární právo tvoří právní základ, na němž stojí existence Evropských společenství a Evropské unie.

## Zřizovací smlouvy
- Pařížská smlouva, podepsaná 1951, účinná od 1952 do 2002, kterou se zřizuje Evropské společenství uhlí a oceli
- Londýnská a pařížská konference, účinná od 1954 do 2010, kterou se zřizuje Západoevropská unie
- Římské smlouvy, podepsané 1957, účinné od 1958 dosud, kterými se zřizují Evropské hospodářské společenství a Evropské společenství pro atomovou energii
- Maastrichtská smlouva, podepsaná 1992, účinná od 1993 dosud, kterou se zřizuje Evropská unie

## Akty revidující a pozměňující zřizovací smlouvy
- a) Akty pozměňující fungování ES/EU

Slučovací smlouva, podepsaná 1965, účinná od 1967
Jednotný evropský akt, podepsaný 1986, účinný od 1987
Amsterdamská smlouva, podepsaná 1997, účinná od 1999
Niceská smlouva, podepsaná 2001, účinná od 2003
Lisabonská smlouva (také Reformní smlouva), podepsaná 2007, účinná od 2009
- b) Akty o přistoupení nových členů

např. Smlouva o přistoupení Česka k Evropské unii, podepsaná 2003, účinná od 2004
- c) Smlouvy o změně rozpočtových a finančních pravidel

- d) Listina základních práv EU. Od vstupu v platnost Lisabonské smlouvy má dle čl. 6 odst. 1 Smlouvy o EU Listina EU „stejnou právní sílu jako Smlouvy.“